# Wörde (Gummersbach)
Wörde  ist ein Ortsteil von Gummersbach im Oberbergischen Kreis im südlichen Nordrhein-Westfalen, Deutschland.

## Lage und Beschreibung
Wörde liegt im Nordosten von Gummersbach an der Grenze zu Bergneustadt im Tal eines kurzen Nebengewässers des Baches Rengse.

## Geschichte
1542 wurde der Ort das erste Mal urkundlich erwähnt. „Toennes und andere Einwohner in der Woerde werden in der Türkensteuerlisten erwähnt.“ Die Schreibweise der Erstnennung lautet „in der Woerde“.
Im Jahre 1972 erhielt der BTV Wuppertal die Baugenehmigung für ein Freizeitheim im Ort, dessen Erbauung 1974 in Angriff genommen wurde. Das Haus wurde offiziell am 17. September 1977 eingeweiht. Seither dient es denn Sportlern des BTV Wuppertal und des TV Friesen Wuppertal als Erholungsstätte, vorzugsweise in den Ferien. Das Freizeitheim wird auch an Nicht-Mitglieder des BTV Wuppertal vermietet.

## Busverbindungen
Haltestelle: Wörde
- 318 Gummersbach Bf – Piene (OVAG)